# Moses Montefiore
Sir Moses Haim Montefiore, 1. baronet af East Cliff Lodge (født 24. oktober 1784 i Livorno, død 28. juli 1885 i Ramsgate, Kent) var en engelsk jødisk bankmand og filantrop.
Han blev født i Livorno af engelske forældre og hørte til en anset jødisk slægt, grundlagde tidligt et bankierhus i London, som han styrede indtil 1824, og som indbragte ham en stor formue. 1812 blev han ved sit ægteskab med Judith Cohen besvogret med Rothschild'erne. Han var 1837 den første jøde, som blev Sheriff (Sheriff of London), og blev samme år ophøjet til ridder; blev 1846 baronet og 1847 Deputy Lieutenant i Grevskabet Kent.
Han vandt særlig ry ved den utrættelige iver, han viste for sine trosfæller i fremmede lande, og den gavmildhed, hvormed han altid støttede dem. Fra 1835 til 1874 var han formand for det jødiske repræsentantskab i London, og i tidsrummet fra 1827 til 1875 foretog Montefiore syv rejser til Palæstina, i reglen fulgt af sin hustru, idet han søgte dels at sikre jøderne mod muhamedanernes mishandlinger, dels at fremme deres uddannelse til landbrug og håndværk. 1840 besøgte han Kairo og Konstantinopel i anledning af den store jødeforfølgelse i Damaskus og 1846 Sankt Petersborg for at bevæge kejser Nikolaj til at standse med de strenge forholdsregler imod jøderne i grænselandet; også forfølgelserne i Marokko 1863 og i Rumænien 1867 satte ham i bevægelse uagtet hans høje alder. Hans 100 års fødselsdag 1884 fejredes under stor højtidelighed (40.000 lykønskningsbreve eller -telegrammer).